# Abelardo Suárez Ibaseta
Abelardo Suárez Ibaseta (1 de julio de 1882 Camagüey -13 de febrero de 1959 Getafe) fue un capitán de la marina mercante española.

## Biografía
Hijo de Rosalía Ibaseta Santurio y de Manuel Suárez Rodríguez, capitán de Infantería entonces destinado en Cuba, Abelardo Suárez Ibaseta nació en Puerto Príncipe (actual Camagüey) el 1 de julio de 1882. El 22 del mismo mes y año fue bautizado en la parroquia mayor de aquella localidad, y en la ceremonia celebrada al efecto se le impusieron los nombres de Abelardo Ignacio Secundino. En pos de los destinos de su padre, la familia retornó a la Península, y el joven Abelardo pronto sintió la llamada del mar, cursando en Gijón estudios de Náutica tras los cuales llegaron los obligados viajes de prácticas, en veleros y vapores, antes de obtener los títulos de piloto y capitán, alcanzando este último en mayo de 1904.
Contrajo matrimonio con quien fue su primera esposa Elvira Fernández, de la que nacieron sus hijos, Manuel, Gonzalo y Aurelio Suárez. Fallecida aquella de forma prematura, Abelardo contrae segundas nupcias con Dolores Pico Sánchez, matrimonio del que nacieron: Alfredo, Benigno, Mª de los Ángeles, Rosalía, Marcelina y Luciano.
A finales de la década de 1910, se trasladaron a Barcelona, puerto donde el cabeza de familia hacía las escalas de más larga duración, aunque la estancia en la ciudad condal duró poco tiempo. De vuelta a Gijón, la familia tuvo varios domicilios consecutivos en calles del centro de la ciudad. Durante algún tiempo, en que estuvo desembarcado, impartió clases de Inglés en el Colegio de los Jesuitas de Gijón.
Pasó la Guerra Civil y los primeros años de la posguerra en Valencia, en donde retoma de nuevo la enseñanza como profesor de inglés. En 1943, la familia se avecinda de Getafe, localidad en la que falleció el 13 de febrero de 1959, a los 76 años de edad.

## Obra
Pintor aficionado y autodidacta, cultivó por una parte una pintura costumbrista plasmada en óleos y acuarelas en los que se representan paisajes de costa e interior, bodegones, costumbres y tradiciones populares. Llegó a exponer su obra en los escaparates del bazar “Casa Masaveu” de la calle Corrida, en 1923, y más adelante, en 1929, en el Ateneo Obrero, junto a su hijo Aurelio, en una exposición colectiva encaminada a recaudar fondos para el edificio social de la institución.
También cultivó profusamente el dibujo a lápiz, tinta y color, con una gran dedicación a los temas náuticos: vapores y veleros atracados y fondeados, o en plena navegación, faenas portuarias, etc. En este campo del dibujo fue también fiel imitador de la obra de su hijo Aurelio. 